# Fátima Quintas

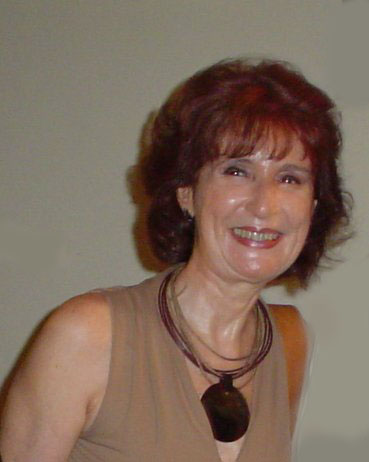
Fátima Quintas

Maria de Fátima de Andrade Quintas (geboren 28. Februar 1944 in Recife, Pernambuco) ist eine brasilianische Anthropologin, Autorin und Cronista.

## Leben
Fátima Quintas ist die Tochter des pernambucischen Historikers Amaro Soares Quintas (1911–1998). Sie graduierte zunächst in Sozialwissenschaften an der Universidade Federal de Pernambuco (UFPE), dem sich ein Studium der Kulturanthropologie anschloss. 1965 trat sie in die renommierte Fundação Joaquim Nabuco (Funaj) ein, wo sie als Forscherin im Departamento de Antropologia tätig war. Für sieben Jahre hielt sie sich in Lissabon auf, wo sie unterrichtend in Kulturanthropologie und Museologie am Instituto de Ciências Sociais e Política Ultramarina und am Museu das Janelas Verdes tätig war. Seit 1987 schreibt sie Kolumnen (Crônicas) in dem Jornal do Commercio in Recife.
Ihre Forschungsschwerpunkte liegen in den Bereichen Geschlechterstudien, Kulturelle Identität und Afrobrasilianer. Mehrfach setzte sie sich in ihren Publikationen mit Leben und Werk des ebenfalls aus Recife stammenden Soziologen und Anthropologen Gilberto Freyre auseinander.
2004 stiftete sie den Prêmio Amaro Quintas zu Ehren ihres Vaters, der von der Fundação Joaquim Nabuco zum Thema Geschichte Pernambucos vergeben wird. 2013 veröffentlichte sie eine Biografie zu dem Historiker.

## Auszeichnungen
Am 28. Oktober 2002 wurde sie in die Academia Pernambucana de Letras gewählt und übernahm am 3. April 2003 den nach Manuel de Oliveira Lima benannten Cadeira (Stuhl) 31. Von 2012 bis 2016 war sie Präsidentin der Literaturakademie.

## Schriften
Fátima Quintas veröffentlichte bisher über 30 Bücher, darunter:

Monografien:
- Sexo e Marginalidade. Um estudo sobre a sexualidade feminina em camadas de baixa renda. Editora Vozes, Petrópolis 1987.
- Educação Sexual. Um olhar adiante. 1992.
- Cheirinhos de alecrim numa casa portuguesa, com certeza. 1995.
- Mulheres oprimidas, mulheres vencidas. 1996.
- A obra em tempos vários. Editora Massangana/Embaixada da Espanha, Recife 1999.
- De Névoas e brumas. Edições Bagaço, Recife 1999.
- Novo Mundo nos Trópicos. Fundação Gilberto Freyre, Recife 2000.
- A mulher e a família no final do século XX. Massangana, Recife, Pernambuco 2000, ISBN 85-7019-354-8.
- Segredos da Velha Arca. Edições Bagaço, Recife 2003.
- Evocações e Interpretações de Gilberto Freyre. Editora Massangana, Recife 2003.
- As melhores frases de Casa-grande & senzala. A obra-prima de Gilberto Freyre. Atlântica Editora, Rio de Janeiro 2005, ISBN 85-88080-17-6.
- Oficina Literária Clarice Lispector. Edições Bagaço/Centro Cultural Brasil-Espanha, Recife 2005.
- A ilustre casa dos fantasmas. FacForm, Recife 2006.
- Clarice Lispector: Nervo exposto. Edições Bagaço, Recife 2007.
- Sexo à moda patriarcal. O feminino e o masculino na obra de Gilberto Freyre. Global, São Paulo 2008, ISBN 978-85-260-1263-9.
- O Recife. Passeio a antiga. Edições Bagaço, 2008.
- Assombrações e coisas do além. 2009.
- Realejos e Cristais. Edições Bagaço, Recife 2010.
- A saga do açúcar. Fundação Gilberto Freyre, Recife 2010, ISBN 978-85-85197-11-7.
- Joaquim Nabuco em quatro tempos. Edições Bagaço, Recife 2010.
- Joaquim Nabuco & Gilberto Freyre: face a face. Massangana/Fundação Joaquim Nabuco, Recife, Pernambuco 2012, ISBN 978-85-7019-606-4.
- Amaro Quintas, meu pai. CEPE, Recife 2013, ISBN 978-85-7858-139-8.

Herausgeberschaften:
- Casa & família. O cotidiano feminino. 1989.
- O cotidiano em Gilberto Freyre.  Editora Massangana/CNPq, Recife/Brasília 1992.
- Anais do IV Congresso Afro-Brasileiro.
  - Band 1: Mulher Negra. Preconceito, sexualidade e imaginário. Massangana, Recife 1996, ISBN 85-7019-278-9.
  - Band 2: O Negro. Identidade e cidadania. Massangana, Recife 1995, ISBN 85-7019-279-7.
- Gilberto Freyre: Manifesto regionalista de Gilberto Freyre. Editora Massangana, Recife 1996.
- A obra em tempos vários. Livro comemorativo dos 95 anos de nascimento de Gilberto Freyre. Fundação Joaquim Nabuco/Editora Massangana, Recife, Pernambuco 1999, ISBN 85-7019-297-5. (Festschrift).
- Gilberto Freyre: De menino a homem. De mais de trinta e de quarenta, de sessenta e mais anos. Diário íntimo seguido de recordações pessoais em tom confidencial semelhante ao de diários.  Global, São Paulo 2010, ISBN 978-85-260-1077-2.

In das Deutsche ist bisher keines ihrer Werke übersetzt worden.